# Victoria Open 2017
Die Victoria Open 2017 im Badminton fanden vom 16. bis zum 17. September 2017 in Albert Park statt.

## Sieger und Platzierte
| Disziplin    | Gold                         | Silber                        | Bronze                        |
| ------------ | ---------------------------- | ----------------------------- | ----------------------------- |
| Herreneinzel | Tan Chun Seang               | Ashwant Gobinathan            | Jacob Schueler                |
| Herreneinzel | Tan Chun Seang               | Ashwant Gobinathan            | Keith Mark Edison             |
| Dameneinzel  | Jiang Yingzi                 | Panuga Riou                   | Jiali Shu                     |
| Dameneinzel  | Jiang Yingzi                 | Panuga Riou                   | Louisa Ma                     |
| Herrendoppel | Sawan Serasinghe Raymond Tam | Matthew Chau Eric Vuong       | Lukas Defolky Michael Fariman |
| Herrendoppel | Sawan Serasinghe Raymond Tam | Matthew Chau Eric Vuong       | Lai Zing Neng Lim Ming Chuen  |
| Damendoppel  | Jiang Yingzi Phung Nhi       | Louisa Ma Talia Saunders      | Joyce Leong Jessica Lim       |
| Damendoppel  | Jiang Yingzi Phung Nhi       | Louisa Ma Talia Saunders      | Khoo Lee Yen Panuga Riou      |
| Mixed        | Zing Neng Lai Joyce Leong    | Tan Chun Seang Eugenia Tanaka | Matthew Chau Janet Son        |
| Mixed        | Zing Neng Lai Joyce Leong    | Tan Chun Seang Eugenia Tanaka | Simon Leung Jiali Shu         |